# Godsfield
Godsfield var en civil parish från 1858 till 1932 då den blev en del av Old Alresford, i grevskapet Hampshire, i England. Civil parish var belägen 15 km från Winchester och hade 6 invånare år 1931.